# Valentín Pizarro Gómez
Valentín Pizarro Gómez (Ciudad Real, Castilla-La Mancha, España, 14 de agosto de 1981) es un árbitro de VAR de fútbol español de la Primera División de España. Pertenece al Comité de Árbitros de la Comunidad de Madrid.

## Trayectoria
Tras cinco temporadas en Segunda División consigue el ascenso a Primera División de España junto al colegiado riojano César Soto Grado.

## Temporadas
| Categoría            | País   | Año       | Partidos |
| -------------------- | ------ | --------- | -------- |
| Segunda División "B" | España | 2007-2014 | 102      |
| Segunda División     | España | 2014-2019 | 99       |
| Primera División     | España | 2019-2023 | 70       |

## Premios
- Trofeo Guruceta Primera División (2): 2019-20, 2022-23